# Sophie Nachtigall
Sophie Charlotte Nachtigall (* 12. Februar 2004 in Hamburg) ist eine deutsche Fußballspielerin. Sie spielt seit Sommer 2025 beim SC Freiburg und ist seit 2019 Junioren-Nationalspielerin.

## Karriere

### Vereine
Nachtigall begann beim Hamburger Stadtteil- und Mehrspartensportverein TuS Germania Schnelsen mit dem Fußballspielen. 2018 wechselte sie zum Hamburger SV, bei dem sie für die U17-Mannschaft in der Bundesliga Nord-Nordost spielte, in der Saison 2021/22 aber auch in der ersten Mannschaft in zwei Spielen des DFB-Pokalwettbewerbs sowie in den Aufstiegsspielen zur 2. Bundesliga zum Einsatz kam.
2022 wechselte sie zu Eintracht Frankfurt und wurde dort Stammspielerin der in der 2. Bundesliga spielenden zweiten Mannschaft. Für die erste Mannschaft debütierte sie am 13. September 2023 im DFB-Pokal und trug mit einem Tor zum Sieg gegen den Hegauer FV bei; der erste Einsatz in der Bundesliga folgte am 16. Dezember 2023 (10. Spieltag) beim 4:0-Sieg im Auswärtsspiel gegen den SC Freiburg.
Zur Saison 2025/26 wechselte sie zum SC Freiburg.

### Auswahl-/Nationalmannschaft
Als Spielerin der Auswahlmannschaft des Hamburger Fußballverbandes bestritt sie in den Altersklassen U14 (2018), U16 (2019) und U18 (2019) jeweils vier Spiele im Turnier um den DFB-Länderpokal an der Sportschule Wedau in Duisburg.
Erste Einsätze als Nationalspielerin bestritt Nachtigall für die U16-Nationalmannschaft, für die sie am 5. November 2019 in Køge beim 6:1-Sieg im Freundschaftsspiel gegen die U16-Nationalmannschaft Dänemarks debütierte. In der U19-Nationalmannschaft wurde sie erstmals am 15. September 2021 in Wolgograd im Qualifikationsspiel zur U19-Europameisterschaft beim 6:1-Sieg über die U19-Nationalmannschaft Sloweniens eingesetzt. Beim EM-Finalturnier in Belgien kam sie in allen Spielen zum Einsatz, schoss zwei Tore und erreichte mit ihrer Mannschaft das Finale, das erst im Elfmeterschießen mit 2:3 gegen die U19-Nationalmannschaft Spaniens verloren wurde.

## Erfolge
- Finalist U19-Europameisterschaft 2023

## Auszeichnungen
- Jugendspielerin des Jahres 2021 in Hamburg